# 오지역 (나라현)

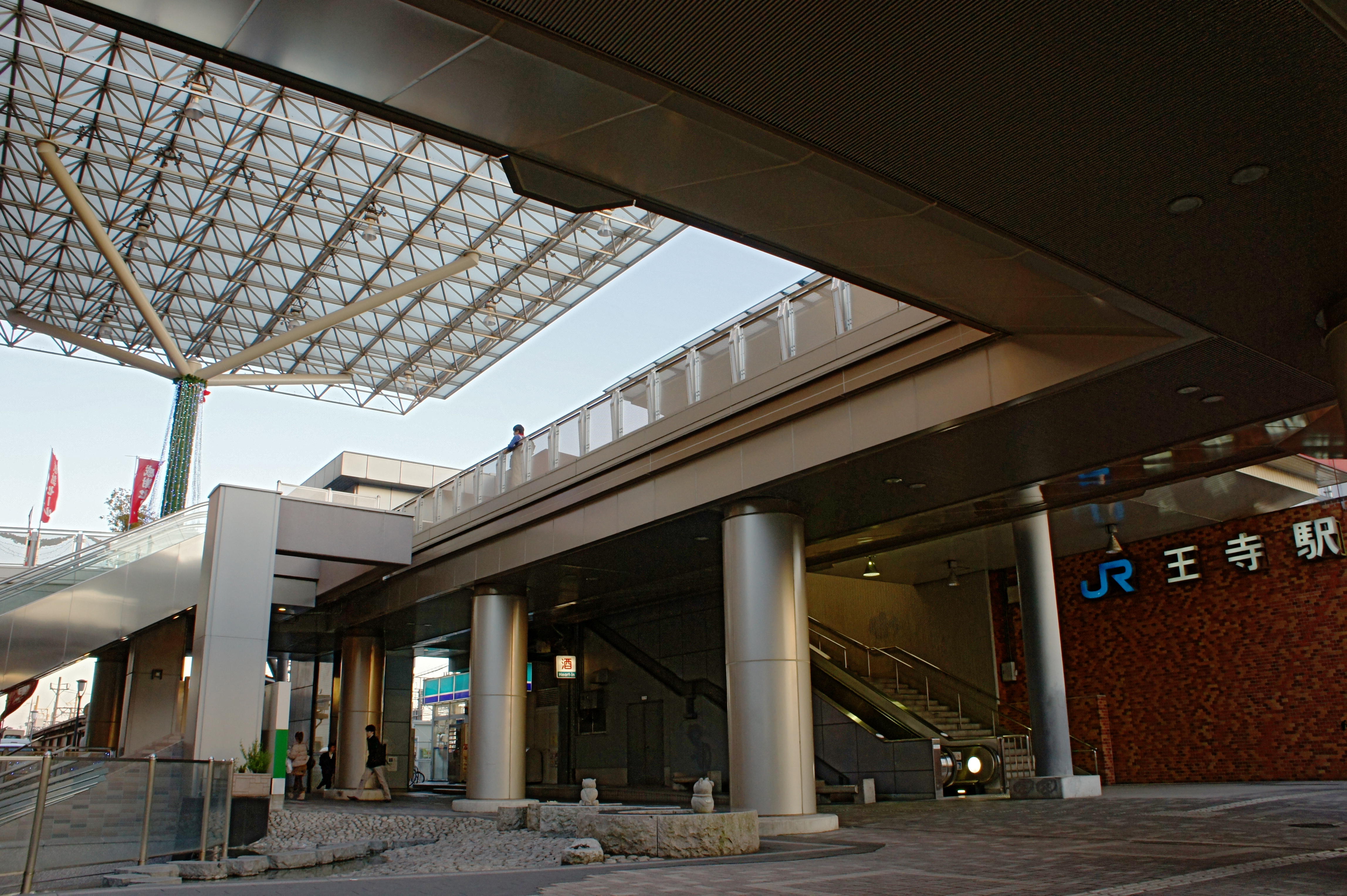
오지 역

오지역(일본어: 王寺駅, おうじえき 오우지에키[*])은 일본 나라현 기타카쓰라기군 오지정에 위치한 서일본 여객철도 및 긴키 닛폰 철도의 역이다. 오지 역 구내에는 긴키 닛폰 철도 다와라모토 선의 신오지 역도 포함되므로 신오지 역도 기술하였다.

## 서일본 여객철도

### 역 구조
단식 승강장 1면 1선과 쌍섬식 승강장 2면 4선이 섞인 복합형 승강장으로 3면 5선의 지상역이며 교상 역사를 가지고 있다. 산고 ~ 고리야마 간을 관리하고 있다. 어번 네트워크의 일부로 J스루 카드·이코카 및 제휴 교통카드의 사용이 가능하다.
개찰구는 동쪽과 서쪽에 있으며 서쪽 개찰구는 긴테쓰와의 연락 역할도 겸하고 있다. 각 승강장에는 중앙 개찰구와 연결되는 엘리베이터가 설치되어 있다.
낮 시간대에 오사카 방면 시발 다수의 보통 열차가 오지 역에서 회차한다. 또 오사카 방면 시발 쾌속 열차도 오지 역에서부터는 각 역에 정차한다. 야마토지 선과 와카야마 선의 분기역이기도 하여 배선이 복잡해 열차 시간표가 대폭 꼬여 신호 대기가 이루어지는 경우가 많아, 열차 운행의 병목 현상의 대표적인 예이다.

#### 승강장
| 1     | ■ 야마토지 선 상행 | 나라 · 가모 방면                                          | 나라 · 가모 방면 |
| 1     | ■ 와카야마 선      | 다카다 · 고조 방면 (직통 열차만)                          |                  |
| 2 · 3 | ■ 야마토지 선 하행 | 덴노지 · JR 난바 · 오사카(야마토지 쾌속) 방면             |                  |
| 4 · 5 | ■ 와카야마 선      | 다카다 · 고조 · 와카야마 방면 ■ 사쿠라이 선 사쿠라이 방면 |                  |

### 역사
- 1890년 12월 27일: 오사카 철도의 나라 ~ 오지 간 개업과 동시에 개업.
- 1900년 6월 6일: 간사이 철도가 노선을 양도받아 간사이 철도의 소속이 되었다.
- 1907년 10월 1일: 국유화에 따라 일본국유철도의 소속이 되었다.
- 1909년 10월 12일: 노선 명칭 제정에 따라 간사이 본선의 소속이 되었다.
- 1987년 4월 1일: 민영화에 따라 서일본 여객철도의 소속이 되었다.
- 2003년 11월 1일: 이코카의 사용이 개시되었다.

### 인접정차역
| 서일본 여객철도 간사이 본선 | 서일본 여객철도 간사이 본선               | 서일본 여객철도 간사이 본선 |
| --------------------------- | ----------------------------------------- | --------------------------- |
| 호류지 가모 방면            | ■ 야마토지 선 야마토지 라이너             | 덴노지 오사카 방면          |
| 호류지 가모 방면            | ■ 야마토지 선 야마토지 쾌속·쾌속·구간쾌속 | 규호지 오사카 방면          |
| 호류지 가모 방면            | ■ 야마토지 선 보통                        | 산고 오사카 방면            |
| 서일본 여객철도 와카야마 선 |                                           |                             |
| 시·종착역                   | ■ 와카야마 선                             | 하타케다 와카야마 방면      |

## 긴키 닛폰 철도
긴키 닛폰 철도의 각 역은 각각 독립되어 있다. 도보를 통해 환승이 가능하며 운임 또한 환승된 것으로 인정하여 계산된다.

### 이코마 선
한쪽 방향이 막힌 두단식 승강장으로 1면 2선의 지상역이다. 승강장의 유효 길이는 4량으로 역사는 선로가 끊기는 지점 가까이에 있다. 개찰구는 1개소만 존재한다.
매우 오래된 목조 역사를 사용하고 있었지만 2006년 개축되었다. 스룻토 간사이 대응 각종 교통카드, 피타파 및 J스루 카드, 이코카의 사용이 가능하다.

#### 승강장
| 1 · 2 | ■ 이코마 선 | 이코마 방면 |

### 다와라모토 선 (신오지 역)
한쪽이 막힌 두단식 승강장으로 2면 1선의 지상역이다. 북측의 승강장은 승차용, 남측의 승강장은 하차용이다. 승강장 유효 길이는 3량 정도이다. 역사는 선로가 끊기는 곳 가까이에 있으며 개찰구는 1개소만 존재한다. 자동개찰기로 승차권을 구입할 수 있다. 2007년 4월 1일부터 피타파 및 이코카의 사용이 가능하게 되었다.

#### 승강장
| 북측 | ■ 다와라모토 선 | 니시다와라모토 |
| 남측 | 하차 전용       | 하차 전용      |

### 역사
- 1918년 4월 26일: 야마토 철도 신오지 ~ 다와라모토 간에 철도 노선을 개업할 당시 신오지 역이 신설되었다.
- 1922년 5월 16일: 시기이코마 전기 철도가 오지 ~ 야마시타 간에 철도 노선을 개업할 당시 긴테쓰 오지 역이 신설되었다.
- 1925년 11월 6일: 시기이코마 전기 철도가 시기이코마 전철에 노선과 역을 양도하였다.
- 1961년 10월 1일: 야마토 철도와 시기이코마 전철이 합병.
- 1964년 10월 1일: 통합된 시기이코마 철도가 다시 긴키 닛폰 철도에 흡수되어 긴키 닛폰 철도의 소속이 되었다.
- 2006년 4월 16일: 긴키 닛폰 철도 오지 역의 역사 개축 공사가 완료되었다.
- 2007년 4월 1일: 피타파의 사용이 개시되었다.

### 인접정차역
| 긴키 닛폰 철도 이코마 선       | 긴키 닛폰 철도 이코마 선 | 긴키 닛폰 철도 이코마 선 |
| ------------------------------ | ------------------------ | ------------------------ |
| G27 시기산시타 이코마 방면     | G 이코마 선              | 시·종착역                |
| 긴키 닛폰 철도 다와라모토 선   |                          |                          |
| I42 오와다 니시다와라모토 방면 | I 다와라모토 선          | 시·종착역                |

## 같이 보기
- 오지역 (도쿄도)(王子駅) - 동음이지만 글자가 다른 역이다.